# Llista de doctors honoris causa per la Universitat Miguel Hernández
Llistat de persones investides com a doctors honoris causa per la Universitat Miguel Hernández d'Elx (actualitzada a setembre de 2016).
- Manfred Eigen (1997)
- Alfonso Escámez López (1997)
- Torsten N. Wiesel (1998)
- David Hunter Hubel (1998)
- Jaime Carvajal y Urquijo (1998)
- Miguel Hernández (1998)
- Pedro Laín Entralgo (1998)
- David R. Cox (1999)
- Fernando Álvarez de Miranda (1999)
- José Ángel Sánchez Asiaín (1999)
- Stephanus Hendrikus Tijs (2000)
- Federico Mayor Zaragoza (2000)
- Friedrich Wilhem Eigler (2001)
- Antonio García-Bellido y García de Diego (2002)
- Egon Balas (2002)
- Luis García Berlanga (2002)
- Joan Rodés Teixidor (2002)
- Josep Carreras Coll (2003)
- Margarida de Borbó i Borbó (2003)
- José Antonio Escudero López (2004)
- Joaquín Fuster de Carulla (2004)
- Pedro Amat Muñoz (2004)
- Pedro Ruiz Torres (2004)
- Araceli Maciá Antón (2004)
- Valentí Fuster de Carulla (2005)
- Manuel Valdés Blasco (2006)
- Sean Scully (2007)
- Rafael Benítez Maudes (2008)
- George F. Smoot (2008)
- Millán Millán Muñoz (2009)
- Robert Wayne Shaw (2009)
- David Álvarez Díez (2010)
- Rosa Maria Calaf Solé (2010)
- Joan Manuel Serrat i Teresa (2010)
- C. A. Knox Lovell (2010)
- Helga Ellen Kolb (2011)
- Richard Alan Normann (2011)
- Luis Gámir Casares (2011)
- María Josefa Yzuel Giménez (2012)
- Paul Mockapetris (2013)
- Enrique Dacosta Vadillo (2013)
- Francisco Torreblanca García (2013)
- Francisco García Olmedo (2014)
- Marcus Felson (2014)
- Antonio Fraguas de Pablo (2014)
- Gordon L. Amidon (2015)
- Tomás Torres Cebada (2016)
- Francisco Ivorra (2016)

## Font
- Llistat de doctors i doctores honoris causa a la web de la Universitat Miguel Hernández d'Elx